# Пислинг, Теофил
Готлиб Теофил Пислинг (нем. Gottlieb Theophil Pisling; 12 декабря 1834, Прага — 14 февраля 1916, Вена) — австрийский писатель, публицист и экономист.
Родился в еврейской семье. Первоначально изучал языкознание в Пражском университете под руководством Георга Курциуса и Августа Шлейхера, затем в том же университете учился праву и экономике.
Публиковал стихи, рассказы, статьи в различной периодике, в том числе в журналах Иоганнеса Нордмана «Салон» и Карла Гёдеке Deutscher Wochenschrift, в журнале Роберта Прутца «Немецкий музей» печатал на протяжении ряда лет серию статей и очерков «Австрийские письма» (нем. Oesterreichische Briefe). Опубликовал роман «Там никого нет» (фр. Il n’y a personne; 1858), в театрах шли комедии Пислинга «Эконом» (нем. Ein Volkswirth; 1857) и «Наследники» (нем. Die Erben; 1857), вторая из них была написана для известного берлинского комика Морица Ротта.
В большей степени приобрёл известность как публицист, статьями по экономике и национальному вопросу. В 1856 году опубликовал книгу «Национально-экономические письма из Северо-Западной Чехии» (нем. National-ökonomische Briefe aus dem nordwestlichen Böhmen), через год переизданную в исправленном и дополненном виде; в 1859 году за ней последовала вторая книга, «Хозяйствование и охрана труда в чешских Рудных горах» (нем. Volkswirthschaft und Arbeitspflege im böhmischen Erzgebirge), — в этих изданиях, помимо ценного фактического и исторического материала, привлекалось внимание к тяжёлому экономическому положению региона. Книга Пислинга «Германизация или чехизация?» (нем. Germanisirung oder Czechisirung; 1861) стала первым последовательным изложением проблемы межнациональных отношений в Чехии с немецкой точки зрения.
На почве систематических конфликтов с чешской общественностью Пислинг в 1863 году покинул Прагу и перебрался в Вену. Здесь он работал в редакциях газет Botschafter и Fremden-Blatt, сотрудничал с рядом других австрийских и германских изданий, одновременно в 1867—1907 гг. состоя на службе в пресс-службе министерства иностранных дел.
Командор ордена Франца Иосифа, кавалер Ордена Железной короны третьей степени и Ордена Изабеллы Католической.